# Arhopala alkisthenes
Arhopala alkisthenes är en fjärilsart som beskrevs av Hans Fruhstorfer 1934. Arhopala alkisthenes ingår i släktet Arhopala och familjen juvelvingar. Inga underarter finns listade i Catalogue of Life.